# Marwan Kabha
Marwan Kabha (arab. ‏مروان كبها‎; hebr. ‏מרואן קבהא‎, ur. 23 lutego 1991 w Ein as-Sahla) – izraelski piłkarz pochodzenia arabskiego grający na pozycji pomocnika. Od 2018 roku zawodnik Hapoelu Beer Szewa.

## Życiorys
W czasach juniorskich trenował w Maccabi Barkai, Maccabi Tel Awiw i Maccabi Petach Tikwa. W barwach tego ostatniego zadebiutował w rozgrywkach Ligat ha’Al – miało to miejsce 3 kwietnia 2010 w zremisowanym 2:2 meczu z Hapoelem Akka. W 2015 roku został piłkarzem słoweńskiego NK Maribor. Wraz z tym klubem świętował zdobycie mistrzostwa i pucharu kraju. 31 stycznia 2018 odszedł do Hapoelu Beer Szewa. W sezonie 2017/2018 wraz z Hapoelem został mistrzem Izraela.
W reprezentacji Izraela zadebiutował 2 września 2017 w przegranym 0:1 spotkaniu z Macedonią.

## Statystyki
| Sezon     | Klub                 | Liga     | Liga        | Mecze | Gole |
| --------- | -------------------- | -------- | ----------- | ----- | ---- |
| 2009/2010 | Maccabi Petach Tikwa | Izrael   | Ligat ha’Al | 4     | 0    |
| 2010/2011 | Maccabi Petach Tikwa | Izrael   | Ligat ha’Al | 3     | 0    |
| 2011/2012 | Maccabi Petach Tikwa | Izrael   | Ligat ha’Al | 34    | 3    |
| 2012/2013 | Maccabi Petach Tikwa | Izrael   | Liga Leumit | 28    | 2    |
| 2013/2014 | Maccabi Petach Tikwa | Izrael   | Ligat ha’Al | 22    | 1    |
| 2014/2015 | Maccabi Petach Tikwa | Izrael   | Ligat ha’Al | 31    | 2    |
| 2015/2016 | NK Maribor           | Słowenia | 1. SNL      | 30    | 1    |
| 2016/2017 | NK Maribor           | Słowenia | 1. SNL      | 20    | 1    |
| 2017/2018 | NK Maribor           | Słowenia | 1. SNL      | 13    | 0    |
| 2017/2018 | Hapoel Beer Szewa    | Izrael   | Ligat ha’Al |       |      |

## Sukcesy
NK Maribor
- Mistrzostwo Słowenii (1): 2017[3]
- Puchar Słowenii (1): 2016[3]

Hapoel Beer Szewa
- Mistrzostwo Izraela (1): 2018[3]